# Rohrdorfer Täle
Das Landschaftsschutzgebiet Rohrdorfer Täle ist ein mit Verordnung der Unteren Naturschutzbehörde beim Landratsamt Freudenstadt vom 7. Mai 1971 ausgewiesenes Landschaftsschutzgebiet (LSG-Nummer 2.37.036) auf dem Gebiet der Gemeinde Eutingen im Gäu.

## Lage und Beschreibung
Es handelt sich um ein Seitental des Neckartales südlich von Rohrdorf, einem Ortsteil der Gemeinde Eutingen im Gäu. Das Gebiet gehört zum Naturraum Obere Gäue.

## Geologie
Das Tal wurde geformt vom Bach Rohrdorfer Täle, der sich in den umgebenden Oberen Muschelkalk eingegraben hat.

## Flora und Fauna
Im Süden des Schutzgebiets liegt das Biotop Schwindelstein SW Rohrdorf in dem fünf Arten vorhanden sind, die sich auf der „Vorwarnliste“ befinden: Erd-Segge, Blaugrünes Labkraut, Blauer Lattich, Schopfige Kreuzblume und Rötliches Fingerkraut.
Im Norden befindet sich das Biotop Wald mit seltenen Tieren SW Rohrdorf in dem die gefährdeten Arten Wasserfledermaus, Großes Mausohr, Kleine Bartfledermaus und Braunes Langohr vorkommen.
Im Nordosten liegt das Biotop Magerrasen S Rohrdorf in dem drei Arten vorhanden sind, die sich auf der „Vorwarnliste“ befinden: Gewöhnlicher Wundklee, Fransenenzian und Echte Schlüsselblume.

## Schutzzweck
Wesentlicher Schutzzweck ist gemäß Schutzgebietsverordnung die
- Sicherung des Landschaftsbildes für die erholungssuchende Bevölkerung.